# Robert Estienne
Pour les articles homonymes, voir Robert Estienne (1723-1794) et Estienne.
Vous pouvez aider à l'améliorer ou bien discuter des problèmes sur sa page de discussion.
- Certaines informations devraient être mieux reliées aux sources mentionnées dans la bibliographie ou les liens externes. Améliorez sa vérifiabilité en les associant par des références. (Marqué depuis février 2021)
- Son ton est trop lyrique ou dithyrambique. Le texte doit adopter un ton neutre et encyclopédique (aide). (Marqué depuis février 2021)

Robert Estienne, né en 1503 à Paris et mort le 7 septembre 1559 à Genève, est un lexicographe et imprimeur français. François Ier le nomme, avant 1539, imprimeur royal pour l'hébreu et le latin, ainsi que pour le grec à partir de 1544.

## Biographie
Théodore de Bèze déclare que Robert Estienne est né en 1503. Une épitaphe composée par son fils Henri Estienne indique qu'il serait plutôt né en 1499,.
Après la mort de son père, Henri Estienne (l'ancien), il travailla quelques années en société avec Simon de Colines, qui se reposait sur lui du soin de surveiller l'imprimerie. Robert Estienne était beau-fils de Simon de Colines, imprimeur, troisième mari de sa mère Guyonne Viart après la mort de Henri Ier Estienne, avec qui Simon était d'abord associé. Après la mort d'Henri, Robert et Simon travaillèrent d'abord ensemble. Ce fut à cette époque qu'il publia une édition du Nouveau Testament, plus correcte et dans un format plus commode que toutes celles qui avaient paru jusque-là.
Le prompt débit de cette édition alarma les docteurs de la Sorbonne, qui voyaient avec peine se multiplier les exemplaires d'un ouvrage dans lequel les partisans des nouvelles opinions puisaient la plupart de leurs arguments ; mais ils ne purent jamais trouver même un prétexte pour en demander la suppression. Robert Estienne épousa peu après Perrette Bade, fille de l'imprimeur Josse Bade. Elle enseigna elle-même les éléments du latin à ses enfants et à ses domestiques, de sorte que dans la maison d'Estienne, il n'y avait personne qui n'entendît et ne parlât cette langue avec facilité.

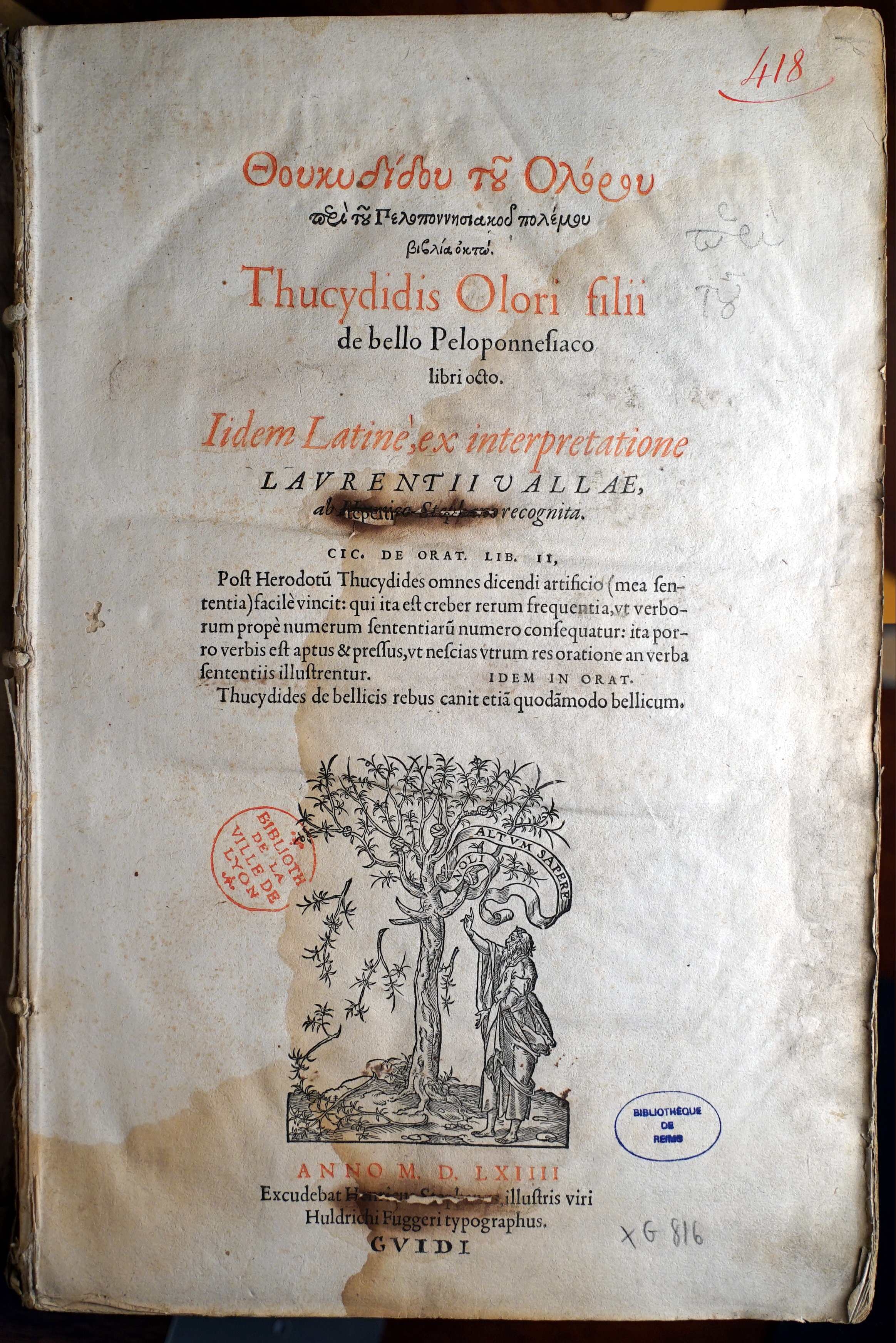
Marque de Robert Estienne sur son Thucydide....

Il quitta la société de Colines vers 1526, et établit une imprimerie sous son nom, dans le même quartier qu'avait habité son père. Le premier ouvrage qu'il mit sous presse fut les Partitions oratoires de Cicéron, portant la date du 7 des calendes de mars 1527.
Depuis cette année jusqu'à sa mort, il ne s'en passa aucune sans qu'il fît paraître quelques nouvelles éditions des classiques, supérieures[réf. nécessaire] à toutes les précédentes, et la plupart enrichies de notes et de préfaces pleines d'intérêt. On dit que, pour s'assurer davantage de la correction des ouvrages qu'il imprimait, il en affichait les épreuves en promettant des récompenses à ceux qui y découvriraient des fautes.
Il se servit d'abord des mêmes caractères que son père et Simon de Colines ; mais il en fit graver, vers 1552, d'une forme beaucoup plus élégante, qu'il employa pour la première fois dans la belle édition de la Bible en latin qui parut la même année. Estienne n'avait rien négligé pour en faire un chef-d'œuvre de son art ; il en avait revu le texte avec le plus grand soin sur deux manuscrits, l'un de Saint-Germain-des-Prés, l'autre de Saint-Denis, et avait en outre consulté les plus savants théologiens, qui lui avaient donné leur approbation.
Il penchait vers la Réforme, ce qui lui suscita des difficultés de la part des théologiens, mais il fut longtemps protégé par François Ier. Il accepta toutes les conditions qu'on lui imposa, et il se soumit même à ne plus rien imprimer sans le consentement de la Sorbonne. Il venait de mettre au jour la première édition de son Thesaurus linguæ latinæ, ouvrage excellent, plein de recherches et d'érudition, auquel il avait travaillé plusieurs années, aidé par les savants dont il était l'ami et le bienfaiteur. Le succès mérité de cet ouvrage ne l'aveugla point sur ses imperfections, et il y fit, à chaque édition, des changements et des augmentations qui l'ont enfin rendu un chef-d'œuvre dans ce genre.

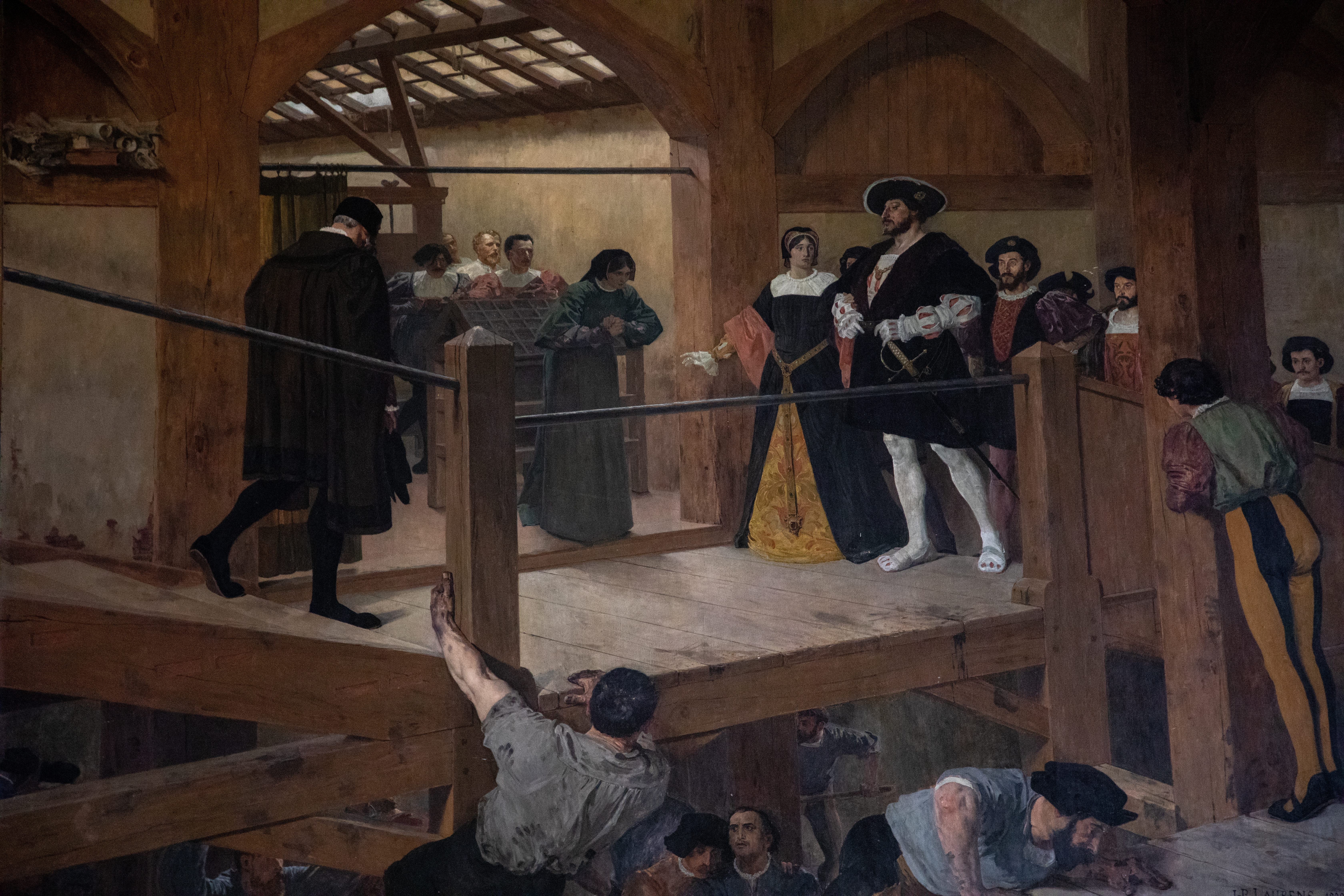
François Ier et Marguerite de Navarre, sa sœur, visitent l’imprimerie de Robert Estienne.

Estienne fut nommé, en 1539, imprimeur du roi pour le latin et l'hébreu, et ce fut à sa demande que François Ier fit graver par Claude Garamont une police complète de caractères grecs dits « Grecs du roi ». Cependant, les théologiens, jaloux de la confiance que le roi accordait à un homme dont ils suspectaient les sentiments en matière de foi, cherchaient l'occasion de le convaincre d'hérésie. Ils crurent l'avoir trouvée dans la nouvelle édition de la Bible qu'Estienne publia en 1545, contenant une double version latine et des notes de François Vatable.
Léon de Juda, connu pour être un partisan de Zwingli, était l'auteur d'une de ces versions ; et on prétendit que si les notes étaient de Vatable, elles avaient été corrompues par Estienne. Cette accusation fit beaucoup de bruit et François Ier fut obligé d'arrêter encore une fois les poursuites dirigées contre son imprimeur. Ce grand prince mourut, et Robert Estienne voulut donner une marque de sa reconnaissance, en imprimant avec un soin particulier l'oraison funèbre de ce prince par Pierre Duchâtel. L'orateur avait dit que François Ier était passé de cette vie dans la gloire éternelle. Cette idée, si commune qu'elle se retrouve dans tous les discours de ce genre, fut le sujet d'une dénonciation de la Sorbonne, qui prétendit que cette proposition était contraire à la doctrine de l'Église touchant le purgatoire.
Estienne s'aperçut bientôt qu'il ne devait pas compter auprès du nouveau roi sur la protection dont il avait joui jusqu'alors ; et après avoir lutté pendant quelques années contre ses adversaires, il prit enfin la résolution de se retirer à Genève avec sa famille. Il y arriva au commencement de 1552. Il y embrassa ouvertement le calvinisme. Son frère Charles Estienne dut reprendre la direction de l’imprimerie familiale.
Il y imprima, la même année, en société avec Conrad Badius, son beau-frère, le Nouveau Testament en français. Il établit ensuite une imprimerie particulière de laquelle sont sortis plusieurs bons ouvrages, fut reçu bourgeois de Genève en 1556 et mourut en cette ville le 7 septembre 1559.
Son nom a été donné à l’École supérieure Estienne des arts et des industries graphiques, à Paris, spécialisée dans les arts graphiques et l’imprimerie.
Théodore de Bèze, Jean Dorat et Sainte-Marthe lui ont fait de grands éloges. Jacques-Auguste de Thou le met au-dessus d'Alde Manuce et de Johann Froben, et ajoute « que la France et le monde chrétien lui doivent plus de reconnaissance qu'aux plus grands capitaines, et qu'il a davantage contribué à immortaliser le règne de François Ier que les plus belles actions de ce prince ».
La marque de cet imprimeur est un olivier, dont plusieurs branches sont détachées, avec ces mots : Noli altum sapere, auxquels s'ajoutent parfois les mots sed time. Il s'agit d'une citation de l'Épître de saint Paul aux Romains (11.20) : « Ne t’abandonne pas à l’orgueil, mais crains » (trad L. Segond). Les ouvrages qu'il a publiés comme imprimeur du roi pour la langue grecque sont marqués d'une lance autour de laquelle sont entrelacés un serpent et une branche d'olivier. On lit au bas ce vers d'Homère : Bασιλεῖ τ'ἀγαθῷ ϰρατερῷ τ'αἰχμητῇ, que l'on peut rendre par ces mots : « Au bon roi, et au vaillant soldat. » Charles Estienne, Adrien Turnèbe, Guillaume Morel, Jean Bien-né (Bene natus), et tous ceux qui avaient la permission d'employer les caractères grecs du roi ont adopté cet emblème.
Les ouvrages qu'il a publiés à Genève ne portent point le nom de cette ville, mais seulement l'olivier, avec ces mots au bas Oliva Roberti Stephani.
Même si le principe de diviser le texte biblique en « versets » n'est pas une invention de Robert Estienne (par exemple, la Veteris et Novi Testamenti nova translatio, version latine de la Bible d'après l'hébreu pour l'Ancien Testament et le grec pour le Nouveau Testament par le dominicain, Sante Pagnini, publiée à Lyon en 1527, comporte déjà une division en versets numérotés), c'est toutefois le découpage qu'il inaugure dans son édition du Nouveau Testament de 1553 (avec des versets nettement plus courts que ceux de Pagnini) qui s'est imposée.
On a accusé Estienne d'avoir emporté à Genève les caractères grecs de l'imprimerie royale, mais le fait n'est pas prouvé. Les matrices qui avaient servi à fondre ces caractères se retrouvèrent effectivement à Genève mais toutes les circonstances de la relation qui en fut faite semblent établir qu'elles étaient devenues la propriété de la famille de Robert Estienne ; comment et à quel titre ? C'est ce qu'on ne saurait expliquer. Le clergé de France ayant résolu de faire réimprimer les ouvrages des Pères grecs, présenta requête au roi pour le prier de réclamer de la seigneurie de Genève les matrices des caractères grecs gravés par ordre de François Ier. Sur cette requête intervint un arrêt du conseil, à la date du 27 mars 1619, portant que les dites matrices seraient rachetées pour le prix de 5 000 livres, payables, soit à la seigneurie de Genève, soit aux héritiers de Robert Estienne.

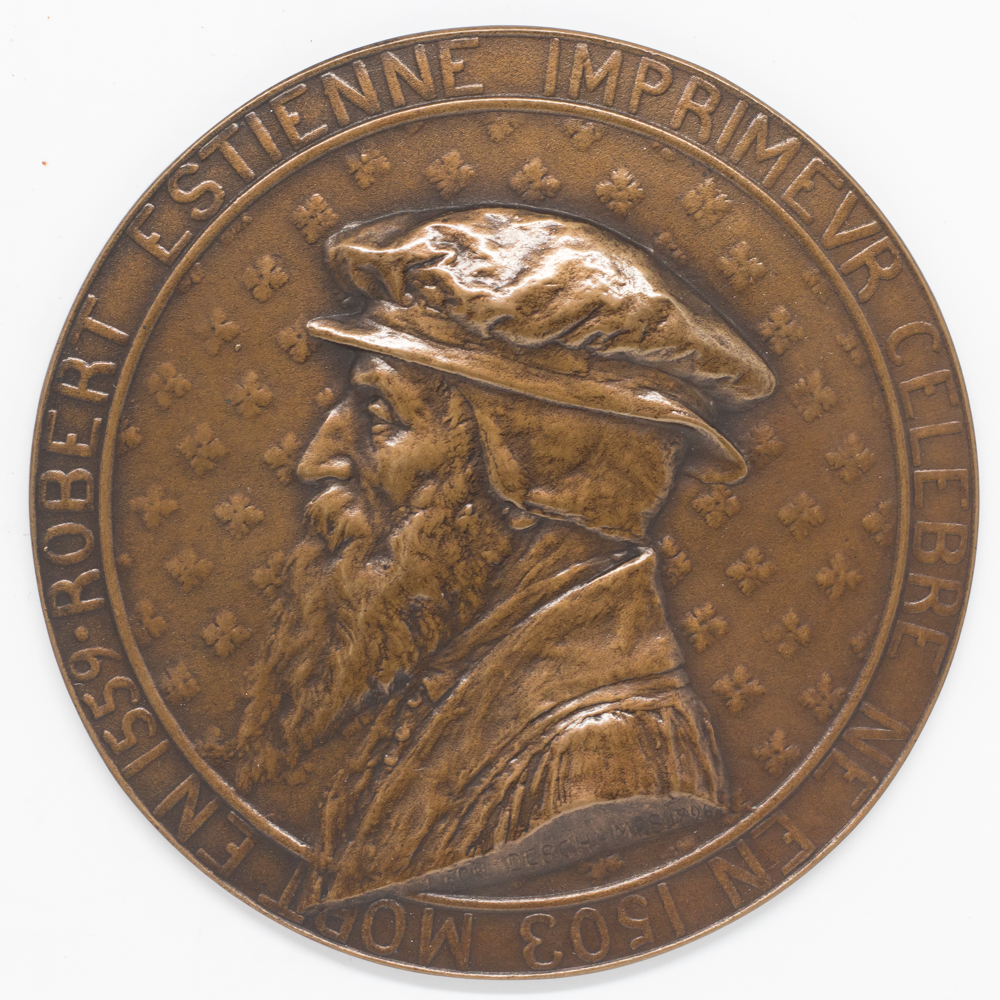
Médaillon de Robert Estienne.

On voit qu'il n'est question, ni dans la requête, ni dans l'arrêt, de réclamer des objets enlevés illicitement, mais de racheter des effets précédemment aliénés.

## Éditions

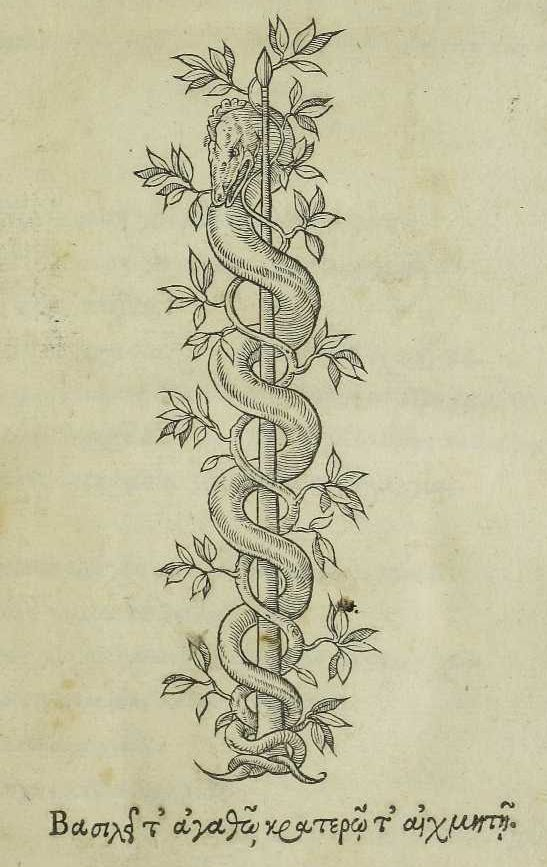
Marque de Robert Estienne (BEIC).

Parmi les belles éditions sorties de ses presses, on distingue : 
1. les Bibles hébraïques, 4 vol. in-4° et 8 vol. in-16 ; les amateurs donnent la préférence à celle-ci pour la commodité du format ;
2. la Bible latine (1538-1540), in-fol. ; l'exécution en est parfaite ; mais les bibliophiles n'en recherchent guère que les exemplaires sur très grand papier ;
3. le Nouveau Testament grec (1550), in-fol., il est souvent regardé comme le plus beau livre grec qui ait jamais été imprimé ;
4. le même ouvrage (1546, 1549), in-16, appelé communément O mirificam, parce qu'il est accompagné d'une préface latine qui commence par ces mots. Dans la préface de l'édition de 1549, le mot plures est écrit pulres, et l'on a prétendu que c'était la seule faute d'impression qu'il y eût dans l'ouvrage ; Michael Maittaire en a cependant trouvé quatre dans le texte grec ; il est vrai que cette édition n'a point d'errata, et que les douze fautes indiquées dans l'errata de l'édition de 1546 sont corrigées dans celle de 1549.
5. Historiæ ecclesiasticæ scriptores, Eusebii præparatio et demonstratio evangelica, en grec (1544), 2 vol.  in-fol. ; c'est le premier livre imprimé avec les nouveaux caractères gravés par Garamont. Aucun de ces auteurs n'avait encore été imprimé ; il en est de même de Denys d'Halicarnasse, Dion Cassius, Eusèbe de Césarée et autres dont il publia le premier le texte grec, d'après les manuscrits de la bibliothèque du roi.
6. Les œuvres de Cicéron, Térence, Plaute, etc.
7. 1552 : le Nouveau testament[7] bilingue en moyen français avec texte latin en regard, imprimé in-octavo[8] en garalde ce qui le rend très accessible[9] en 1552 à Genève.

## Publications

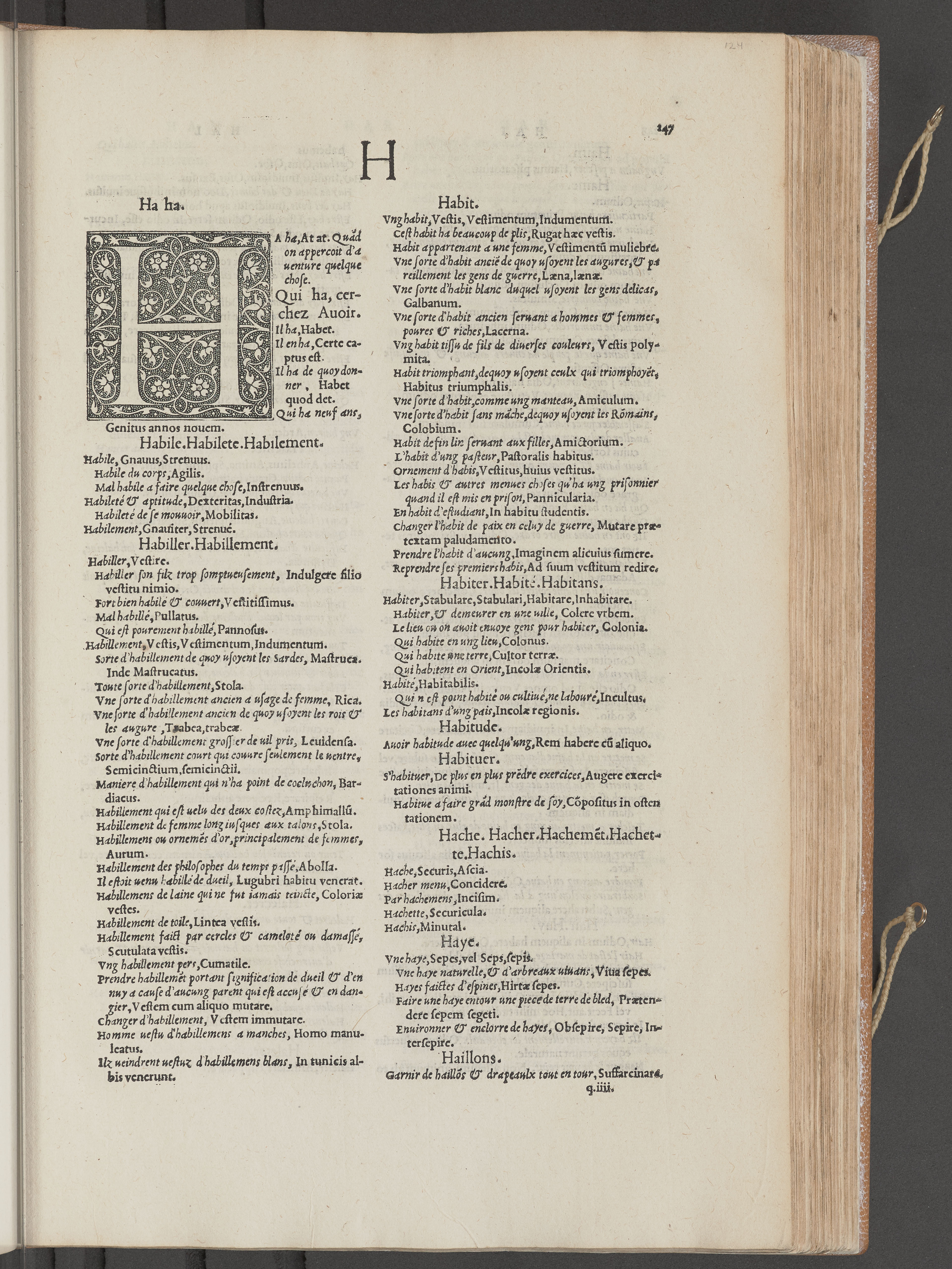
Une page du Dictionaire françoislatin, Estienne 1549

Outre les préfaces et les notes dont Robert Estienne a orné plusieurs ouvrages, il est auteur des suivants :
1. Thesaurus linguæ latinæ, Paris (1532). Ces deux éditions ont paru sous le titre de Dictionarium linguæ latinæ, seu Thesaurus, etc., Paris (1565), 2 vol. in-fol. ; Lyon (1575), 4 vol. in- fol. Cette édition, donnée par Robert Constantin, quoique plus ample, est moins estimée que la précédente, qui a l'avantage d'avoir été exécutée sous les yeux d'Estienne ; Londres (1734-1735), 2 vol. in-fol., belle édition bien exécutée ; Bâle (1740-1743), 4 vol. in-fol. Celle-ci est due aux soins d'Ant. Birr, qui l'a augmentée des notes écrites par Henri Estienne sur les marges d'un exemplaire conservé à la bibliothèque de Genève. Cette édition est d'ailleurs, imprimée correctement mais on regrette que le papier n'en soit pas beau ; Leipzig (1749), 4 vol. in-fol., publiée par le savant professeur J.-M. Gessner ;
2. Dictionnaire françois-latin, Paris (1539), 1 vol. in-fol., est le plus ancien dictionnaire latin et français. (Dictionnaire françois-latin, contenant les motz et les manières de parler françois, tournez en latin) publié en 1539, qui passe pour le premier dictionnaire de français, en y établissant l’inventaire des richesses de cette langue. On doit de la reconnaissance à Robert Estienne, pour avoir le premier publié un ouvrage aussi utile, et qui a exigé autant de recherches et de soins. Il en donna ensuite un extrait, sous le titre de Dictionariolum puerorum latino-gallicum, Paris (1550), in-4° ;
3. Ad censuras theologorum parisiensium, quibus Biblia a Roberfo Stephano excusa calumniose notarunt responsio, Genève (1552), in-8°. Il en parut, la même année, une traduction française.
4. Gallicæ grammatices libellus, Genève, in-8° ; Grammaire française (1558), in-8°. Dans son Traité de la grammaire française, il fixa les principes du langage. Cet ouvrage fut réimprimé à Paris (1569), in-8°, par Robert II Estienne. Cette ressemblance de nom a donné lieu à un grand nombre de méprises. C'est par erreur que Maittaire attribue à Robert Ier Estienne une traduction française de la Rhétorique d'Aristote ; cette traduction est de Robert III Estienne ; mais il a été trompé par la fausse indication d'une édition de 1529.

Robert Estienne se proposait de publier de nouveaux Commentaires sur la Bible, et il s'était associé, pour ce travail, à Augustin Marlorat, fameux théologien ; il avait même le projet de donner un dictionnaire de la langue grecque sur le plan de son Thesaurus. Mais cet honneur fut réservé à son fils, Henri II, à qui il remit tous les matériaux qu'il avait recueillis dans cet objectif. Robert Estienne eut plusieurs enfants ; mais les seuls qui méritent d'être cités sont Henri II, Robert II, François II, et une fille nommée Catherine, mariée à Jacquelin, notaire royal à Paris.